# フィウメフレッド・ブルーツィオ
フィウメフレッド・ブルーツィオ（イタリア語: Fiumefreddo Bruzio）は、イタリア共和国カラブリア州コゼンツァ県にある、人口約2,900人の基礎自治体（コムーネ）。

## 地理

### 位置・広がり

#### 隣接コムーネ
隣接するコムーネは以下の通り。
- チェリザーノ
- ファルコナーラ・アルバネーゼ
- ロンゴバルディ
- メンディチーノ

## 文化・観光
「イタリアの最も美しい村」クラブ加盟コムーネである。